# Barbouriidae
Barbouriidae là một họ tôm, bao gồm ba chi:
- Barbouria Rathbun, 1912
- Calliasmata Holthuis, 1973
- Parhippolyte Borradaile, 1900
- †Tomaricaris Garassino, Pasini & Nazarkin, 2022